# Marcel Van Crombrugge
Marcel Lucien Charles Van Crombrugge (nazwisko zapisywane także jako Van Crombrugghe; ur. 13 września 1880 w Gandawie, zm. 23 września 1940 tamże) – belgijski wioślarz.
Van Crombrugge był uczestnikiem Letnich Igrzysk Olimpijskich 1900 w Paryżu. Jako reprezentant belgijskiego klubu Royal Club Nautique de Gand wystartował w ósemce, w której wraz z kolegami z klubu zdobył srebro olimpijskie.